# Государственный строй Эстонии
Эстония является независимой демократической парламентской республикой, в которой, как утверждается, высшим носителем власти является народ.

## Рийгикогу
Высшим представительным и законодательным органом в государстве является однопалатный парламент, называемый Рийгикогу, и состоящий из 101 депутата, которые избираются на 4-летний срок. Голосовать на выборах в парламент имеют право только граждане Эстонии, достигшие 18 лет. Проживающие на территории Эстонии лица без определённого гражданства, а также граждане иностранных государств не имеют права принимать участие в парламентских выборах вне зависимости от срока проживания в Эстонии и страны рождения.
Нынешний состав парламента избран 5 марта 2023 года.
Состав парламента:
- Партия Реформ (эст. Eesti Reformierakond): состав фракции — 37 депутатов.
- Консервативная народная партия Эстонии (эст. Eesti Konservatiivne Rahvaerakond) — 17 депутатов.
- Центристская партия (эст. Eesti Keskerakond): состав фракции — 16 депутатов.
- Эстония 200 (эст. Erakond Eesti 200) — 14 депутатов.
- Социал-демократическая партия Эстонии (эст. Sotsiaaldemokraatlik Erakond): состав фракции — 9 депутатов.
- Отечество (эст. Erakond Isamaa): состав фракции — 8 депутатов.

Председатель парламента (спикер) — Лаури Хуссар (Эстония 200); первый вице-спикер (от коалиции) —  Тоомас Кивимяги (Партия Реформ); второй вице-спикер (от оппозиции) — Юри Ратас (Центристская партия)

## Правительство Республики
См. также: Второе правительство Андруса Ансипа, Первое правительство Андруса Ансипа, Правительство Юхана Партса
Правительство Республики (эст. Vabariigi Valitsus) осуществляет исполнительную власть. Главой правительства является премьер-министр, кандидатура которого предлагается Президентом Республики после соответствующих консультаций с лидерами представленных в парламенте политических сил. В случае одобрения парламентом представленной кандидатуры, состав правительства представляется Президенту Республики, который своим указом официально назначает членов правительства на должность.

### ПравительствоЮхана Партса(2003—2005)
24 марта 2005 премьер-министр Эстонии Юхан Партс (представляющий партию Res Publica) официально заявил о своей отставке, что, в соответствии с эстонскими законами, автоматически влечёт за собой роспуск кабинета министров.
Решение Партса было определено вотумом недоверия его однопартийцу министру юстиции Кену-Марти Вахеру, вынесенным парламентом Эстонии в начале недели.
Вотум недоверия министру юстиции был вынесен в связи с публикацией министром внутри своего ведомства плана-разнарядки по разоблачению коррупционеров в государственных и муниципальных учреждениях Эстонии. Кен-Марти Вахер был обвинён в склонности к сталинизму, а его партия Res Publica — в забвении принципов демократии и обмане избирателей, которым изначально гарантировалась новая этически безупречная и социально ориентированная политика.
Первоначально отставки министра юстиции требовали только представители оппозиции, то затем к ним присоединились и партнёры партии Res Publica по правящей коалиции из Партии Реформ и Народного Союза.
По итогам выборов, состоявшихся в марте 2003 года, правящую коалицию в эстонском парламенте составили три партии: Res Publica, Партия Реформ и Народный Союз, располагающие соответственно 28, 19 и 13 мандатами из общих 101.
После голосования Юхан Партс сделал заявление, что трёхпартийная коалиция распалась, а сам он покидает свой пост.

### Первое правительствоАндруса Ансипа(2005—2007)
12 апреля 2005 года Партия реформ, Центристская партия и Народный союз подписали соглашение, охватывающее все области внутренней и внешнеполитической деятельности нового коалиционного правительства.
Кабинет возглавил председатель Партии реформ Андрус Ансип.
Представители Партии реформ Урмас Паэт (Urmas Paet), Яак Йыэрюйт (Jaak Jõerüüt), Рейн Ланг (Rein Lang) и Пауль Ээрик Руммо (Paul-Eerik Rummo) получили соответственно портфели министров иностранных дел, обороны, юстиции и по делам народонаселения.
Лидер центристов Эдгар Сависаар (Edgar Savisaar) возглавил министерство экономики и коммуникаций, депутат парламента от этой же партии Майлис Репс (Mailis Reps) — министерство образования и науки. Центристы также руководили министерствами внутренних дел — Калле Лаанет (Kalle Laanet), социальных вопросов — Яак Ааб (Jaak Aab) и культуры — Райво Пальмару (Raivo Palmaru).
Народный союз был представлен в правительстве министрами финансов Айваром Сыэрдом (Aivar Sõerd), по делам регионов Яаном Ыунапуу (Jaan Õunapuu), сельского хозяйства Эстер Туйксоо (Ester Tuiksoo). Лидер Народного союза Виллу Рейльян (Villu Reiljan) возглавил министерство окружающей среды.

## Президент Республики
Президент является главой государства и имеет, в основном, представительские и формально-юридические функции. Президент также формально считается верховным главнокомандующим Сил Обороны республики.

### Президенты Эстонии
- Константин Пятс (эст. Konstantin Päts) 1938—1940

Пост Президента Республики был упразднён в 1940 году в связи с включением Эстонии в состав СССР и принятием новой Конституции ЭССР, в которой институт президента отсутствовал как таковой (в современной Эстонии эти действия считаются незаконными и нелегитимными с момента совершения). Формальным главой эстонского государства во времена советской власти являлся председатель Президиума Верховного Совета Эстонской ССР. Главой исполнительной власти был председатель Совета Министров ЭССР.
Ныне действующая Конституция Эстонии, принятая на референдуме в 1992 году, восстановила институт Президента Республики, однако со значительно более узкими полномочиями, чем устанавливала Конституция 1938 года.
- Леннарт Мери (эст. Lennart Georg Meri) 1992—2001
- Арнольд Рюйтель (эст. Arnold Rüütel) 2001—2006
- Тоомас Хендрик Ильвес (эст. Toomas Hedrik Ilves) 2006—2016
- Керсти Кальюлайд (эст. Kersti Kaljulaid) 2016—2021
- Алар Карис (эст. Alar Karis) 2021-

## ДепутатыЕвропарламента
Являясь членом Европейского союза, Эстония имеет своё представительство в Европейском парламенте в количестве 6 депутатов, избираемых на 5-летний срок в ходе свободных, всеобщих, единообразных и прямых выборов при тайном голосовании. Голосовать на этих выборах имеют право дееспособные граждане Эстонии старше 18 лет, а также не имеющие гражданства Эстонии граждане Европейского Союза, достигшие 18-летнего возраста, постоянно проживающие на территории Эстонии и не лишённые права голоса в стране своего гражданства.
Первые выборы прошли в 2004 году. Тогда победила Социал-демократическая партия Эстонии. Она получила 3 мандата. По одному мандату получила Партия Реформ, Центристская партия и Союз Отечества.
Следующие выборы прошли в 2009 году. На этот раз победила оппозиция (Центристская партия). Она получила 2 мандата. За ней, с небольшим отрывом, прошёл беспартийный независимый кандидат Индрек Таранд. Также по одному мандату получили Партия Реформ, Союз отечества и Res Publica и Социал-демократическая партия Эстонии.

## Государственный суд
Государственный суд Эстонии находится в городе Тарту. Судей Государственного суда назначает Рийгикогу по представлению председателя Государственного суда. Председатель Государственного суда назначается на должность Рийгикогу по представлению Президента Республики.
Государственный суд одновременно выполняет функции как верховного, так и конституционного суда, поскольку последний отсутствует в Эстонии как самостоятельный орган.

## Другие конституционные органы

### Канцлер юстиции
Канцлер юстиции является независимым должностным лицом, на которого возложена функция надзора за конституционностью нормативных актов, издаваемых органами законодательной и исполнительной власти, а также местных самоуправлений. Если канцлер юстиции находит, что какой-либо из этих актов противоречит Конституции или закону, он делает издавшему акт органу предписание привести в течение 20 дней свой акт в соответствие с Конституцией или законом соответственно. Если по прошествии 20 дней предписание канцлера юстиции не будет исполнено, то канцлер подаёт в Государственный суд ходатайство о признании несоответствующего акта недействительным. Канцлер юстиции имеет право принимать участие в заседаниях правительства и парламента с правом слова. Также канцлер юстиции выполняет функции омбудсмена.
Раз в год канцлер юстиции представляет Рийгикогу отчёт о своей деятельности. Депутаты Рийгикогу имеют право направлять канцлеру юстиции запросы, на которые он обязан отвечать в установленном порядке.
Канцлер юстиции назначается на должность Рийгикогу по представлению Президента Республики на семилетний срок и может быть смещён с должности только по решению суда.
Привлечение к уголовной ответственности члена Рийгикогу, члена Правительства Республики, Президента Республики, государственного контролёра, председателя или члена Государственного суда возможно исключительно по представлению канцлера юстиции (которое должно быть утверждено большинством конституционного состава Рийгикогу). Сам канцлер юстиции может быть привлечён к уголовной ответственности исключительно по представлению Президента Республики и с согласия Рийгикогу.

### Государственный контроль
Государственный контроль является независимым государственным органом, осуществляющим экономический контроль. Главой государственного контроля является государственный контролёр, назначаемый на должность Рийгикогу по представлению Президента Республики сроком на пять лет.

### Местные самоуправления
Все местные вопросы решаются местными самоуправлениями в рамках законов самостоятельно.

## Электронное государство (E-государство)
Основная статья: э-Эстония

Основная статья: Электронная подпись в Эстонии
С 2000 года правительство Эстонии перешло к безбумажным заседаниям кабинета министров, пользуясь электронной сетью документации в Интернете. По результатам конкурса Европейской комиссии проект переведения госсектора на электронную документацию, в результате которого к электронному обмену документами присоединилось уже около 500 учреждений, в том числе все министерства, уездные управы и почти все департаменты и инспекции, был признан лучшим в Европе.
С 2000 года в Эстонии можно подавать налоговые декларации электронным путём. В 2010 году 92 % налоговых деклараций в Эстонии были предоставлены через Интернет. Через единый портал гражданин по сети Интернет может получать различные государственные услуги.
Сегмент Интернета в Эстонии является одним из наиболее развитых как в Европе, так и во всём мире. В 2019 году, по данным МСЭ, в стране насчитывался 1 276 521 интернет-пользователь, что составляло примерно 97,9 % от населения страны, по этому показателя Эстония занимала 1-е место в ЕС. По данным десятого доклада аналитического центра Freedom House, анализирующего права и свободы людей в публичном веб-пространстве в 65 странах мира, который охватывает период с июня 2019 года по июнь 2020 года: Эстония занимает второе место в мире по свободе интернета после Исландии. В рейтинге развития информационных технологий Эстония занимает 24-е место среди 142 стран мира, а в рейтинге открытости Интернета уверенно лидирует. 71 % владельцев домов и квартир, а также все эстонские школы имеют точки выхода в Интернет. В стране создано более 1100 бесплатных Wi-Fi-зон. С 2006 года в Эстонии началось строительство беспроводных сетей WiMAX, которые к 2013 году покрывают почти всю территорию страны.
По состоянию на январь 2009 года в Эстонии проживали более 1 000 000 обладателей ID-карт (90 % всего населения Эстонии). ID-карта является удостоверяющим личность документом для всех граждан Эстонии старше 15 лет и постоянных жителей Эстонии, находящихся в стране на основании вида на жительство. С помощью ID-карты жители Эстонии могут удостоверить свою личность как обычным, так и электронным способом, а также использовать карту для оформления цифровой подписи, для участия в выборах и даже покупки проездных билетов на общественный транспорт.
В октябре 2005 года прошли интернет-выборы в органы местных самоуправлений. Эстония стала первой страной в мире, реализовавшей голосование через интернет как одно из средств подачи голосов. В 2007 году Эстония стала первой в мире страной, предоставившей своим избирателям возможность голосовать через Интернет на парламентских выборах. На прошедших парламентских выборах 2019 года в Эстонии через интернет были поданы рекордные 247 232 голоса, 43,8 % от общего числа.

### Электронное резидентство
Электронное резидентство (e-Residency) — программа, запущенная правительством Эстонии 1 декабря 2014 года, которая позволяет людям, не являющимся гражданами Эстонии, иметь доступ к таким услугам со стороны Эстонии, как формирование компании, банковские услуги, обработка платежей и оплата налогов. Программа даёт всем её участникам (так называемым e-resident'ам) смарт-карты, которые они могут использовать в дальнейшем для подписания документов. Программа направлена на людей из не зависящих от местоположения сфер предпринимательства, например, разработчиков программного обеспечения и писателей.
Первым виртуальным резидентом Эстонии стал британский журналист Эдвард Лукас.
Виртуальное резидентство не связано с гражданством и не дает прав физически посещать или переселяться в Эстонию. Виртуальное резидентство не влияет на налогообложение доходов резидентов, не делает обязанностью платить подоходный налог в Эстонии и не освобождает от налогообложения доходов в стране проживания (гражданства / подданства) резидента. Виртуальное резидентство позволяет использовать следующие возможности: регистрация компании, подписание документов, зашифрованный обмен документами, онлайн-банкинг, подача налоговой декларации, а также управление медицинскими услугами, связанными с медицинскими рецептами. Смарт-карта, выданная в соответствующих органах, предоставляет доступ к услугам. Регистрация бизнеса в Эстонии является «полезным для предпринимателей в интернете на развивающихся рынках, которые не имеют доступа к поставщикам онлайн платежей», а также для стартапов из таких стран, как Украина или Беларусь, которые подвергаются финансовым ограничениям со стороны их правительств.
По состоянию на 2019 года электронными резидентами Эстонии стали более 60 000 человек, на 2020 год — более 65 000 человек, ими было создано более 10 100 компаний. За 5 лет работы программа принесла более 35 млн € прямого дохода экономике Эстонии, а также другие косвенные экономические выгоды. По состоянию на 2021 год электронными резидентами Эстонии стали более 80 000 человек из 170 стран мира.